# トゥートゥア県
トゥートゥア県（トゥートゥアけん、ベトナム語：Huyện Thủ Thừa / 縣守承?）は、ベトナム社会主義共和国ロンアン省の県。面積は299.1 km²、人口は98,333人（2019年）である。

## 行政区画
1市鎮11社から構成される。